# Movimento de Luta pela Terra
Movimento de Luta pela Terra (MLT) é um movimento político-social brasileiro de luta pela reforma agrária. Surgiu em 1994, na Bahia. 
Realizou seu primeiro congresso nacional em 2013, na cidade de Formosa (Goiás).